# Eero Kolehmainen
Eero Kolehmainen (n. 24 martie 1918, Anttola⁠(d), Mikkeli Province⁠(d), Finlanda – d. 7 decembrie 2013, Mikkeli, Savonia de Sud, Finlanda) a fost un schior de fond ce a reprezentat Finlanda, medaliat olimpic. A participat la 2 ediții ale Jocurilor Olimpice (1952, 1956) în care a câștigat o medalie de argint.